# Boson II d'Arles
Pour les articles homonymes, voir Boson (homonymie) et Boson II.
Boson II (né vers 910 et mort en 968), comte d’Arles (949). Il est l'auteur de la dynastie comtale de Provence qui règne sur le comté jusqu'à sa disparition au XIIe siècle.
Son origine est controversée, même si sa vie est relativement bien connue. 

## Hypothèses d'origine
Hypothèse 1 : Boson II, fils de Rotbold (Roubaud) ou Rodboald d'Agel (noble mâconnais), fait comte de Provence en 903 par Louis III l'Aveugle. 

L'ascendance de ce Rotbald nous est restée inconnue. Des historiens considèrent toutefois qu’il pourrait s’agir du mari d'une fille d'Engelberge (fille du roi Boson de Provence) et de Guillaume Ier d'Aquitaine. Cette hypothèse repose sur le fait que Rotbald ne pourrait pas descendre de Boson Ier d'Arles (885-936), cette filiation étant rejetée par certains historiens car ce dernier n’aurait eu que des filles ; l'éventuelle parenté avec le roi Boson, comte de Mâcon et roi de Provence, permet de faire le lien entre ces deux régions tout en expliquant la transmission du nom Boson.

Pour l'historien Jean-Pierre Poly qui soutient cette hypothèse, cette famille comtale mise en place par les Bourguignons (i.e. Hugues d'Arles) serait probablement originaire de Septimanie. Son représentant Boson aurait su virer de bord à temps (vers 947-948?) en rompant son mariage avec Berthe, la nièce d’Hugues, après les revers de fortune de celui-ci, puis en épousant une Constance, qui, bien qu’inconnue, était suffisamment illustre pour donner son nom à sa petite-fille, Constance d'Arles, épouse d’un roi de France (Robert II de France ?). Le nom de Guilhem porté par son frère et donné à un de ses fils évoque probablement les Guilhelmides d’Auvergne. Et Conrad, le nouveau roi de Provence, aurait trouvé en Boson un comte d’une famille de second rang, moins dangereux et ambitieux, plus à même de bien s’entendre avec les notables provençaux. Cette hypothèse est soutenue de par Jean Méhu qui suppose que Boson et son père faisaient partie de l'entourage d'Aubry II de Mâcon, vicomte de Narbonne avant d'en être chassé et devenir comte de Mâcon. Avec la mort de Fulcher le Jeune, Aubry de Mâcon va devenir garant de l'héritage de Fulcher dont il était le beau-frère au nom de ses enfants dont il a la garde, étant leur oncle. Ceci qui peut expliquer que les enfants de Boson, Guillaume et Rotboald prendront possession d'une partie des terres de Fulcher lors de leur intronisation, terres plus tard réclamées par Mayeul de Cluny et son frère Eyric.
Hypothèse 2 : Boson II, petit-fils de Boson d'Arles (885-936) par Rotbold l’Ancien (vers 907- 936), fils d’un premier lit de celui-ci.

D'un premier lit (non identifié) précédant son mariage avec Willa de Bourgogne en 912, Boson d'Arles a un enfant, Roubaud Ier ou Rotbold l'Ancien dit aussi Rotbold de Spolète (c.907-936), qui épouse Ermengarde d'Aquitaine (fille de Guillaume Ier d'Aquitaine et d'Engelberge de Vienne, fille du roi Boson) et est assassiné sur ordre de son oncle le roi Hugues d'Arles en 936 probablement en même temps que son père lors d’une tentative de coup d’État contre ce dernier[réf. nécessaire].
Hypothèse 3 : Boson II et Boson Ier (neveu du roi Boson), une seule et même personne

Certains auteurs, comme P.A. Février identifient Boson Ier et Boson II, le père de Guillaume de Provence, comme une seule et même personne ; et de ce fait font décéder Boson Ier en 968. À l’encontre de cette affirmation, certains auteurs constatent que ce Boson aurait vécu 73 ans et aurait eu des enfants à un âge avancé, à presque 60 ans.
Hypothèse 4 : Ce Boson, qui remplace Boson Ier d'Arles en 931, pourrait être Boson, fils de Willa, fille de Louis de Thurgovie, et d'un père non identifié. En effet, son beau-père Hugues de Troyes (neveu maternel de Boson Ier d'Arles et du roi Hugues), second époux de sa mère Willa, est investi dès 928 d'importantes fonctions au moment du départ dudit Hugues d'Arles en Italie, gouvernant le nord du royaume de Provence en tant que marquis de Lyon. Boson, fils de Willa, et Hugues de Troyes ont été élevés à la cour d'Arles dans les années 920. De plus, Hugues de Troyes a également un frère germain nommé Boson, né comme lui de Garnier et de Theutberge (sœur d'Hugues d'Arles, roi d'Italie, et de Boson Ier d'Arles). Cet autre Boson est également en lice pour avoir été ce Boson II d'Arles, comte de Provence à partir de 931.

## Biographie
En dépit de ces interrogations, la plupart des auteurs, notamment ceux partisans des hypothèses 1 et 3, considèrent que Boson II d'Arles épouse, probablement avant 931, Berthe d'Arles, la fille de Boson d'Arles, le frère du roi Hugues. Dans ces conditions il aurait pu être comte d'Arles dès le départ de son beau-père en Italie, ou à la mort de ce dernier, soit en 931 ou 936. Ces mêmes historiens s'accordent sur le fait que ce mariage aurait été rompu au moment des revers d'Hugues, c'est-à-dire au plus tard vers les années 945-948. En fait, Berthe d'Arles épouse un autre Boson.[réf. nécessaire]
En 947, à la mort d’Hugues d'Arles, Conrad veille à remplacer ce dernier et à maîtriser les pouvoirs de son ou ses successeurs. C’est pourquoi, il éclate la Provence en trois comtés, limitant ainsi l’autorité et les ressources des nouveaux comtes.[réf. nécessaire]
Boson et son frère Guillaume, d’origine incertaine, bourguignonne ou autre, prennent en charge les comtés d’Arles et Avignon. Le comte Griffon d’Apt ayant été rapidement éliminé, les deux frères, sans s’affranchir de l’autorité nominale du roi, deviennent les vrais maîtres du pays.[réf. nécessaire]
Vers 953 (ou 942 ?)[réf. nécessaire], Boson II épouse en secondes noces Constance, dite de Provence ou de Vienne. Certains auteurs avancent qu'elle serait la fille de Charles Constantin, comte de Vienne.

## Famille
Boson II et Constance ont deux fils : 
- Rotboald II/Roubaud († 1008), comte de Provence (965/67) ;
- Guillaume Ier le Libérateur († 993), comte (970) puis marquis de Provence (979).

Certains auteurs (Histoire générale de Provence…, 1776-1786, ou encore Christian Settipani, La noblesse du Midi carolingien, 2004) avancent qu'il aurait eu un Rotboald, lui-même père de Rotboald II. Settipani présente cette hypothèse à partir des travaux de Berge, Les erreurs de l'Histoire (1952), considérant « qu'il fallait différencier les deux femmes, et par la même occasion, leurs époux, qui seraient deux Roubaud successifs, père et fils évidemment ». Ces deux femmes en question sont Emilde et Ermengarde, que Manteyer aurait confondu,.